# Kloster Brandenburg (Dietenheim-Regglisweiler)

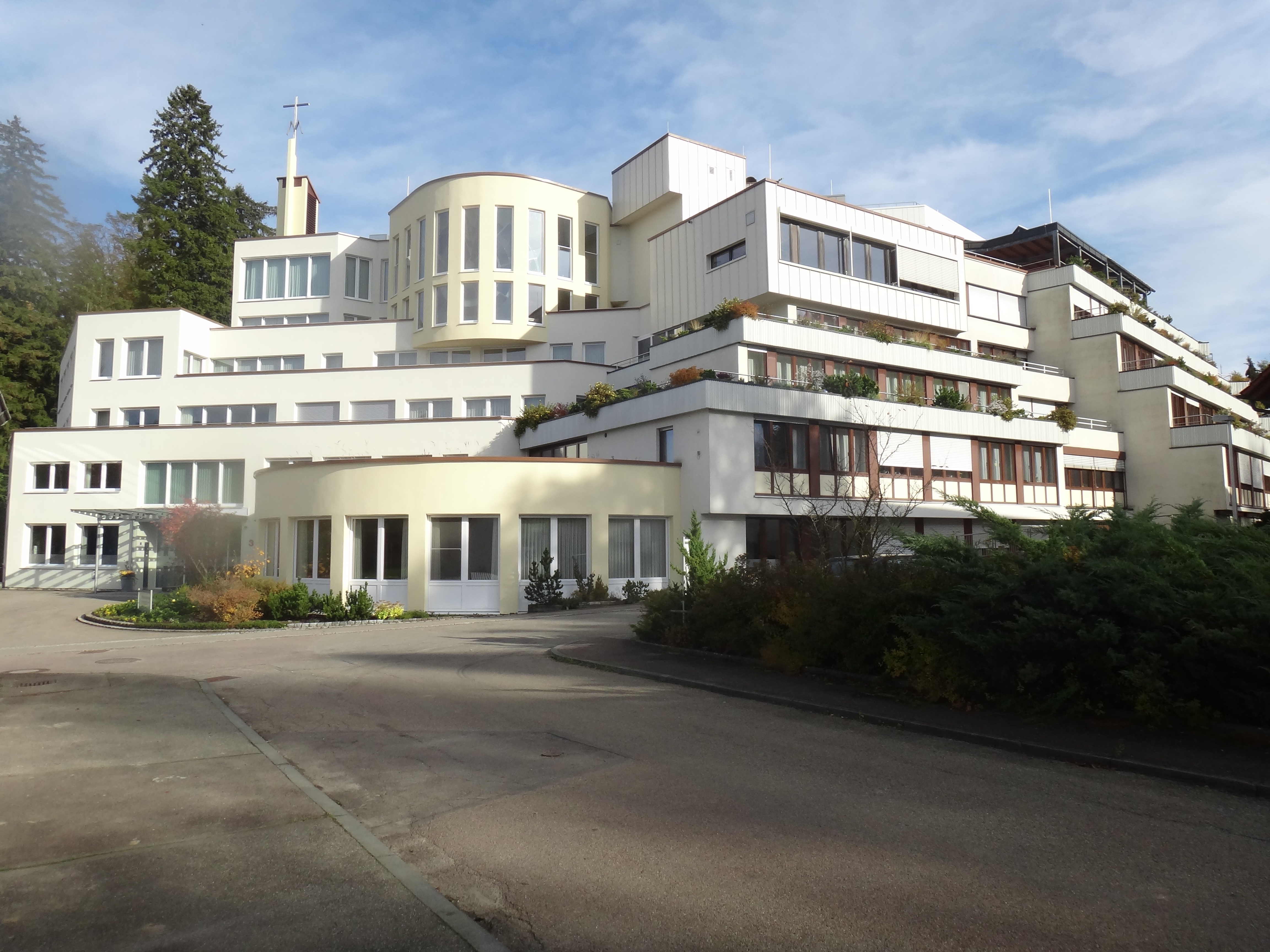
Kloster Brandenburg

Das Kloster Brandenburg ist das Kloster der Gemeinschaft der Immakulataschwestern vom Seraphischen Apostolat (ISA) in Regglisweiler in der Nähe von Ulm im Alb-Donau-Kreis. Der Kloster Brandenburg/Iller e.V. ist die zivile Rechtsform der Kongregation.

## Geschichte

### Gründung
Die Gründung des Klosters geht auf den Franziskanerpater Rochus Schamoni zurück, der ein Gelübde ablegte zu Ehren der Unbefleckten Empfängnis ein Frauenkloster zu gründen. Um diesem Gelübde gerecht zu werden, veranlasste er mit Hilfe einiger gut gesinnter Personen die Gründung des Vereins „Erholungsheim Schloß Brandenburg“. Dieser Verein kaufte 1927 ohne Eigenkapital das Schloss Brandenburg in Brandenburg, in dem das Kloster entstehen sollte.
1929 legte Schamoni durch die Oberinnenwahl den Grundstein für die künftige Ordensgemeinschaft. Gewählt wurde Maria Theresia Hecht. Durch ihren unermüdlichen Einsatz konnte das auf Schulden gegründete Kloster auf eine solide Basis gestellt werden. Im Jahr 1933 kam es dann zur offiziellen Ordensgründung durch die Ablegung der Ordensgelübde von Maria Theresia Hecht und weiteren fünf Schwestern.

### Entwicklungen seit 1933

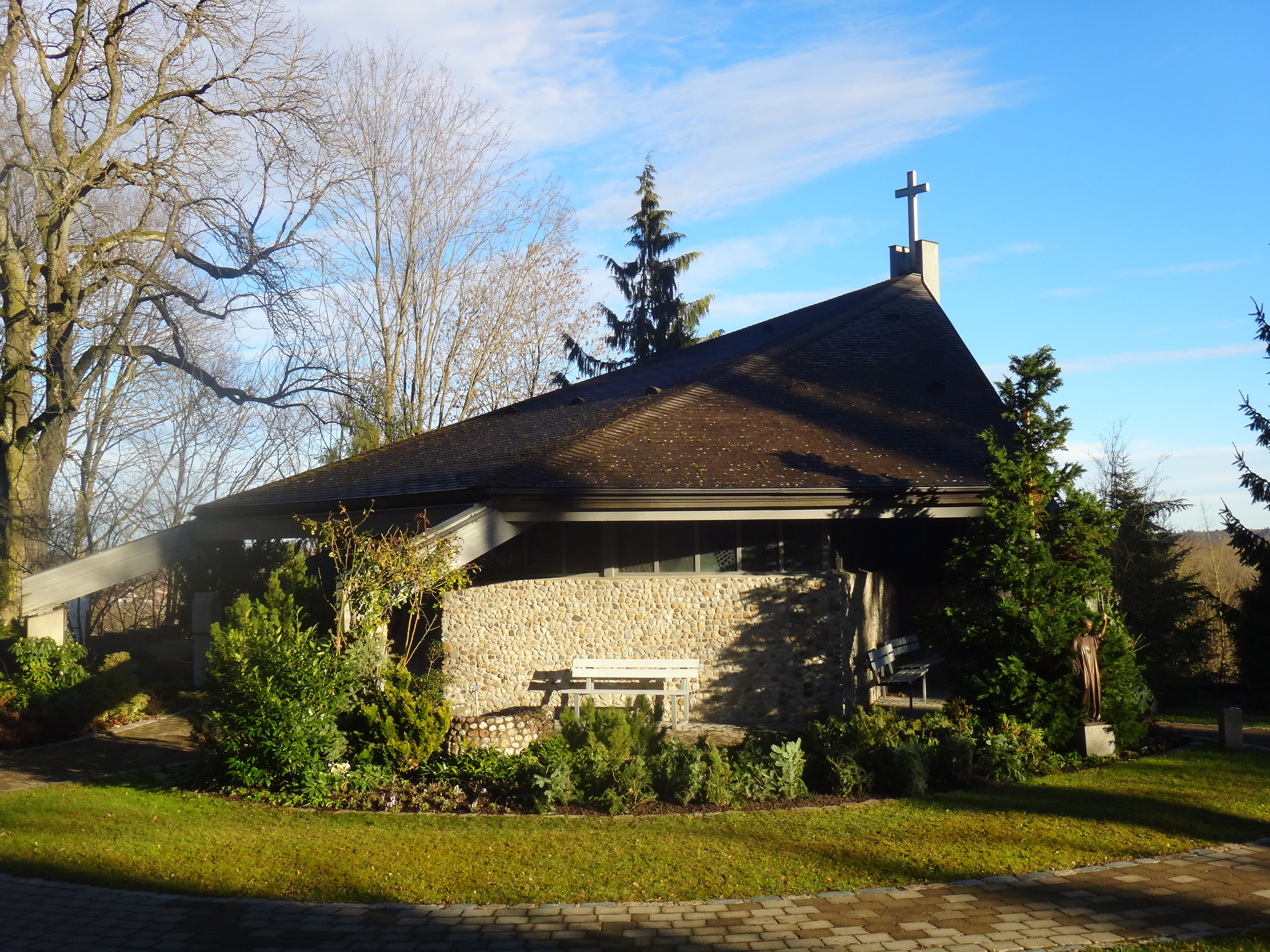
Die Gruftkapelle

Im Laufe der Zeit wurde die Gemeinschaft umbenannt in Immakulataschwestern vom Seraphischen Apostolat. Bereits 1933 wurde die erste Filiale in Heimenkirch gegründet. Trotz der Armut und den Problemen mit dem erstarkenden nationalsozialistischen Regime gründeten die Schwestern 1935 das Kinderheim St. Johann, zu der später die Sonderschule St. Christoph für geistig- und körperbehinderte Kinder in Zußdorf dazu kam.
1946 mit dem Ende des nationalsozialistischen Regimes wurde in Gutenzell eine Hilfsschule für die Flüchtlingskinder eröffnet, vier Jahre später St. Konrad in Haslach, heute ein Heim für geistig behinderte Erwachsene mit Werkstätten. Schon nach zehn Jahren wurde die Einrichtung von Gutenzell nach Heudorf am Bussen verlegt und um die Edith-Stein-Schule erweitert.
1994 wurde in Regglisweiler das Seniorenpflegeheim St. Maria eröffnet. 2002 kam es zur letzten großen Veränderung durch den Bau des Exerzitien- und Tagungshauses. Heute verfügt das Kloster über geringe historische Bausubstanz. Die ältesten Gebäude wurden 1960 erbaut.
Ende 2005 gründeten die Immakulataschwestern die Theresia-Hecht-Stiftung als kirchliche Stiftung privaten Rechts, um die Einrichtungen im Sinne der Gründerin in die Zukunft zu führen. Zum 1. Januar 2006 übergaben die Schwestern ihre sozialen Einrichtungen als gemeinnützige GmbHs in die Trägerschaft der Theresia-Hecht-Stiftung.
Die Gründerin Mutter Maria Theresia Hecht gab der Gemeinschaft die Verkündigung des Evangeliums als grundlegende Aufgabe, die im Exerzitien- und Tagungshaus erfüllt wird.